# Steven Stucky
Steven Edward Stucky (7 de noviembre de 1949 - 14 de febrero de 2016) fue un compositor  estadounidense galardonado con el Premio Pulitzer de Música en 2005.

## Biografía
Steven Stucky nació en Hutchinson (Kansas). Siendo adolescente, comenzó sus estudios musicales en Abilene (Texas), donde residía junto a su familia desde los nueve años. En la Universidad Baylor estudió composición con Richard Willis y dirección con Daniel Sternberg. 
Estudió composición con el director de orquesta checo Karel Husa en la Universidad Cornell.  Stucky escribió obras por encargo para muchas de las principales orquestas estadounidenses, incluidas Baltimore, Chicago, Cincinnati, Dallas, Los Ángeles, Nueva York, Minnesota, Filadelfia, Pittsburgh, St. Louis y St. Paul.
Steven Stucky estuvo asociado durante mucho tiempo con la Orquesta Filarmónica de Los Ángeles, donde ejerció como compositor residente entre 1988 y 2009, siendo la filiación más larga de este tipo en la historia orquestal estadounidense. Fue presentador de la serie Hear & Now de la Filarmónica de Nueva York entre 2005 y 2009 y fue Compositor sinfónico del año para la Orquesta Sinfónica de Pittsburgh en la temporada 2011-12. Para la Sinfónica de Pittsburgh, compuso Silent Spring, en conmemoración del 50 aniversario de la publicación del libro homónimo de Rachel Carson.  Se asoció con el célebre pianista y autor Jeremy Denk para crear su primera ópera, The Classical Style (basada en el libro homónimo de Charles Rosen), que se estrenó en junio de 2014 en el Festival de Música de Ojai.  Otras composiciones destacadas de Stucky incluyen el poema sinfónico Radical Light (2007), Rapsodias para orquesta (2008), el oratorio 4 de agosto de 1964 (2008), una Sinfonía (2012) y su Segundo Concierto para orquesta (2003), que ganó el Premio Pulitzer de Música 2005.   Stucky fue un experto estudioso de la obra del compositor polaco Witold Lutosławski y siendo autor del estudio de 1981 Lutoslawski and His Music. También fue curador de la celebración del centenario de ese compositor por parte de la Orquesta Filarmónica en 2013. Así mismo, también fue profesor de composición de la Fundación Given en de la Universidad Cornell en Ithaca (Nueva York) 
Allí fundó Ensemble X y lo dirigió durante nueve temporadas, desde 1997 hasta 2006, mientras que al mismo tiempo también fue el impulsor de la célebre serie Green Umbrella en Los Ángeles. También ha enseñado en la Escuela de Música Eastman y en la Universidad de California en Berkeley. Tras varias visitas anteriores, tanto pedagógicas como de dirección, en 2013 se convirtió en artista-compositor residente de la facultad del Festival y Escuela de Música de Aspen.  En 2014 se fue nombrado profesor emérito de Cornell y se incorporó a la facultad de composición de la Escuela Juilliard. 
Entre los compositores que estudiaron con Stucky se encuentran Joseph Phibbs, Marc Mellits, Robert Paterson, David Conte, Thomas C. Duffy, Yotam Haber, James Matheson, Steven Burke, Xi Wang, Spencer Topel, Diego Vega, Fang Man, Anna Weesner, Hannah. Lash, Andrew Waggoner, Stephen Andrew Taylor, Sean Shepherd, Chris Arrell y Jesse Jones. 
Steven Stucky impartió clases magistrales y realizó residencias en todo el mundo, incluido el Conservatorio Cental de Música de Pekín, el Conservatorio de Música de Shanghai, el Instituto de Música de Cleveland,  el Instituto Curtis de Música,  la Universidad Rice, la Universidad Lawrence,  el Colegio Sueco para estudios avanzados o el Tanglewood Music Center,  entre otros. 
Stucky murió como consecuencia de un cáncer cerebral en su casa de Ithaca (Nueva York) el 14 de febrero de 2016. 

## Composiciones

### Orquestal
- Kenningar (Symphony No. 4) (1977–78)
- Transparent Things: In Memoriam V.N. (1980)
- Double Concerto (1982–85, rev. 1989)
- Voyages (1983–84)
- Dreamwaltzes (1986)
- Concerto for Orchestra No. 1 (1986–87)[17]
- Son et Lumière (1988)[18]
- Threnos (1988)
- Angelus (1989–90)
- Anniversary Greeting (1991)
- Impromptus (1991)
- Funeral Music for Queen Mary (after Purcell) (1992)
- To Whom I Said Farewell (1992, rev. 2003)
- Fanfare for Los Angeles (1993)
- Ancora (1994)
- Fanfares and Arias (1994)
- Fanfare for Cincinnati (1994)
- Concerto for Two Flutes and Orchestra (1994)
- Pinturas de Tamayo (1995)[19]
- Music for Saxophones and Strings (1996)
- Concerto Mediterraneo (1998)
- Escondido Fanfare (1998)
- American Muse (1999)
- Concerto for Percussion and Wind Orchestra (2001)
- Colburn Variations (2002)
- Etudes (2002)
- Spirit Voices (2002–03)[20]
- Second Concerto for Orchestra (2003)[21]
- Jeu de timbres (2003)[22]
- Hue and Cry (2006)[23]
- Radical Light (2006–07)[24]
- Rhapsodies for Orchestra (2008)[25][26]
- Chamber Concerto (2009)
- Silent Spring (2011)[27][28]
- Symphony (2012)[29][30]

### Ópera
- The Classical Style: An Opera (of Sorts) (2013-2014), libreto de Jeremy Denk, basado en el libro de Charles Rosen [31] [32]

### Coral
- Spring and Fall: To a Young Child (1972)
- Drop, drop, slow tears (1979)
- Cradle Songs (1997)[33]
- To Musick (2000)
- Skylarks (2001)
- Whispers (2002)
- Three New Motets (2005)
- Eyesight (2007)
- August 4, 1964 (2007–08)[34][35]
- The Kingdom of God (In No Strange Land) (2008)
- Gravity’s Dream (2009)
- Say Thou Dost Love Me (2012)
- Take Him, Earth (2012)
- Winter Stars (2014)
- The Music of Light (2015)[36]

### Cámara
- Duo (1969), para viola y violonchelo
- Movements (1970), para cuatro vilolonchelos
- Quartet (1972–73), para clarinete, viola, violonchelo y piano
- Movements III.: Seven Sketches (1976), para flauta y clarinete
- Refrains (1976), para percusión
- Notturno (1981),para saxo alto y piano
- Varianti (1982), para flauta, clarinete y piano
- Boston Fancies (1985), para flauta, clarinete, percusión, piano, violín, viola y violonchelo
- Serenade (1990), para quinteto de viento
- Birthday Fanfare (1993), para tres trompetas
- Salute (1997), para flauta, clarinete, cuerno, trombón, percusión, piano, violín y violonchelo
- Ad Parnassum (1998), para flauta, clarinete, percusión, piano, violín y vilonchelo[33]
- Ai due amici (1998), para orquesta de cámara
- Tres Pinturas (1998), para violín y piano
- Nell'ombra, nella luce (1999–2000), para cuarteto de cuerda
- Partita-Pastorale after J.S.B. (2000), para clarinete, piano y cuarteto de cuerdas[33]
- Tamayo Nocturne (2001), para orquesta de cámara
- Sonate en forme de préludes (2003–04), para oboe, cuerno y harpa
- Meditation and Dance (2004), para clarinete y piano[33]
- Piano Quartet (2005), para violín, viola, violonchelo y piano
- Four Postcards (2008), para quinteto de viento y marimba
- Piano Quintet (2009–10),para dos violines, viola, violonchelo y piano
- Scherzino (2010), para saxo alto y piano
- Allegretto quasi Andantino (Schubert Dream) (2010), para piano a dos manos
- Aus der Jugendzeit (2011), para flauta, clarinete, violín, violonchelo, piano y percusión
- Rain Shadow (2012),para violín, viola, violonchelo y piano
- Cantus (2015)

### Vocal
- Sappho Fragments (1982), para voz femenina y conjunto de cámara
- Two Holy Sonnets of Donne (1982), mezzosoprano, oboe y piano
- Four Poems of A.R. Ammons (1992), para barítono y conjunto de cámara
- To Whom I Said Farewell (1992, rev.2003), para mezzosoprano y orquesta de cámara
- American Muse (1999), para barítono y orquesta
- Aus der Jugendzeit (2010-2011), para barítono y conjunto de cámara
- The Stars and the Roses (2013), para tenor y conjunto de cámara
- Out of the Cradle Endless Rocking (2014), para bajo-barítono y piano

### Instrumental solista
- Three Little Variations for David (2000), para piano solo [33]
- Album Leaves (2002), para piano solo [33]
- Dialoghi (2006), para violonchelo solo
- Dust Devil (2009), para marimba solista
- Isabelle Dances (2009-2010), para marimba solista
- Sonata para piano (2014)

### Arreglos musicales de otros compositores.
- Noctuelles (Miroirs, No.1) ( Maurice Ravel, orquesta. Stucky 2001) (Theodore Presser Co.)
- Les Noces ( Igor Stravinsky, orch. Stucky 2005), para voces solistas, SATB. y orquesta completa (Chester Music)
- Bucolics ( Witold Lutosławski, arreglo de Stucky 2006), para 9 instrumentos (Chester Music)
- Ocho canciones del cancionero español ( Hugo Wolf, orch. Stucky 2008), para mezzosoprano y orquesta (Theodore Presser Co.)
- Cuatro canciones para el Dolce Suono Ensemble y voz de barítono (" Per questa bella mano ", "Ruhe sanft" (de Zaide ), y " Das Veilchen " de Mozart; " Erlkönig " de Schubert, arr. Stucky 2012) (Theodore Presser Co.)

## Premios
- 1974: Premio ASCAP Victor Herbert de composición
- 1975: Primer Premio, Concurso de la Sociedad Estadounidense de Compositores Universitarios
- 1978: Beca para compositores, Fondo Nacional de las Artes
- 1982: Premio ASCAP Deems Taylor (por "Lutoslawski y su música")
- 1986: Beca John Simon Guggenheim
- 1989: Finalista, Premio Pulitzer de Música ( Concierto para orquesta n.º 1 ) [37]
- 1991: Comisión de la Fundación Musical Koussevitzky
- 1995: Mención especial, Asociación Nacional de Compositores de EE. UU.
- 1997: Beca de la Fundación Bogliasco, Centro Studi Ligure (Italia)
- 1998: Comisión de Dotación de Barlow
- 2001: Beca de grabación del Fondo Aaron Copland para música estadounidense
- 2002: Beca Goddard Lieberson, Academia Estadounidense de Artes y Letras
- 2003: Profesor Bloch, Universidad de California en Berkeley
- 2005: Premio Pulitzer de Música por Segundo Concierto para orquesta [5]
- 2006: Paul Fromm, compositor residente, Academia Americana de Roma
- 2006: Elegido administrador de la Academia Americana en Roma.
- 2006: Elegido miembro de la Academia Estadounidense de Artes y Ciencias
- 2006: Se unió a la junta directiva de la Fundación Musical Koussevitzky
- 2007: Elegido miembro de la Academia Estadounidense de Artes y Letras
- 2008: Presidente electo de la junta directiva del American Music Center
- 2011: Vicepresidente electo de la junta directiva de New Music USA
- 2011: Compositor del Año, Orquesta Sinfónica de Pittsburgh, temporada 2011/12
- 2013: 4 de agosto de 1964 Nominado al premio Grammy a la mejor composición clásica contemporánea [38]
- 2013: Comisión Brock [39]